# オースティン・カー
オースティン・ジョージ・カー (Austin George Carr, 1948年3月10日 - ) は、1970年代のアメリカプロリーグNBA、クリーブランド・キャバリアーズで活躍したアフリカ系アメリカ人の元バスケットボール選手。ワシントンD.C.出身、ノートルダム大学卒業。ポジションはガード、身長193cm、体重91kg。1971年のNBAドラフトで全体1位指名されて以来、長期にわたって最初期のキャバリアーズでプレイし、ファンから"Mr.キャバリアー"の称号を与えられた。背番号『34』はキャバリアーズの永久欠番となっている。

## 経歴

### ノートルダム大学
ノートルダム大学では当時のNCAAを代表する選手として活躍し、様々な記録を残した。3年間のプレイでカレッジバスケ史上歴代5位となる通算2,560得点（平均34.5得点）を記録し、最後の2シーズンではシーズン通算1,000得点以上を達成した史上2番目の選手（一人目はピート・マラビッチ）となった。また1試合60得点、1試合フィールドゴール成功数25本、試投数41本というNCAAトーナメント記録も保持している。1970年のトーナメントでは3試合で158得点をあげ、このトーナメントでのカーの平均得点は52.7得点となり、これもトーナメント記録となった。1971年のトーナメントでも平均41.7得点を記録しており（NCAAトーナメント史上平均36得点以上をあげたのはカーのみである）、カーのトーナメント通算平均41.3得点は歴代1位となった。トーナメント史上6回達成されている1試合50得点以上のうち、3回はカーによるものであり（残る3回はビル・ブラッドリー、オスカー・ロバートソン、デビッド・ロビンソンによる）、またトーナメントの1試合得点歴代トップ12の中に5回もランクインしている。

### キャバリアーズ
大学卒業後、1971年のNBAドラフトで全体1位指名を受けてクリーブランド・キャバリアーズに入団。しかし開幕前に足を骨折したことでシーズンを出遅れ、12月には復帰して公式戦デビューを果たしたが再び怪我をし、7週間の欠場を強いられた。結局ルーキーシーズンは39試合の欠場となったが、カーの得点力はプロの世界にも通用し、カーはこのシーズン平均21.2得点をあげてオールルーキー1stチームに選ばれた。シーズン終了後、カーは足の怪我を完治させるために手術を受けている。
キャバリアーズはカーが入団する前年の1970年に誕生したばかりの新興チームであり、そしてリーグの下層チームだったが、カーを指名した翌年にはレニー・ウィルケンズが入団し、カーにウィルケンズという強力なバックコートデュオが完成、さらに翌1973年にはビンゴ・スミスも入団し、ビル・フィッチが指揮するキャバリアーズは少しずつ戦力が整い始め、カーは3年目の1973-74シーズンにはキャリアハイとなる平均21.9得点をあげている。翌1974-75シーズンにはウィルケンズが退団するもディック・スナイダー、ジム・キャメロン、キャンピー・ラッセルらが彼の穴を埋め、チームは好調のシーズンを過ごして初のプレーオフも見えてきたが、2月になってカーは踵の怪我の影響で以後全休を強いられ、チームもカーの不在でシーズン終盤に連敗を喫し、初のプレーオフはならなかった。このシーズンを境にカーのパフォーマンスには低下が見られ、翌1975-76シーズンは平均10.1得点に終わったが、チームは念願のプレーオフ進出を果たし、またカーも復調を見せて毎シーズン平均15得点前後をあげるようになり、キャバリアーズの3シーズン連続プレーオフ出場に貢献した。
カーは1979-80シーズンを最後に9シーズン過ごしたキャバリアーズを退団し、ダラス・マーベリックスに移籍。引退はニューヨーク・ニックスで迎えた。NBA10シーズンの成績は682試合の出場で、通算10,473得点1,990リバウンド1,878アシスト、平均15.4得点2.9リバウンド2.8アシストだった。

### 引退後・業績など
引退後はキャバリアーズのコミュニティー・リレーションズ・ディレクターを務める傍ら、FOXスポーツオハイオ局のスポーツ解説者を務めた。2007年にはカリーム・アブドゥル＝ジャバー、ディック・グロート、ディック・バーネットらと共に、カレッジバスケットボール殿堂の第2期殿堂入りを果たした。
主な業績
- AP通信オールアメリカン　（1970, 1971）
- NCAA年間最優秀選手　（1971）
- ネイスミス賞　（1971）
- NBAオールルーキー1stチーム　（1972）
- カレッジバスケットボール殿堂
- 背番号『34』はクリーブランド・キャバリアーズの永久欠番